# Discomagic Records
Discomagic Records est un ancien label discographique italien, fondé en 1979 et opérationnel jusqu'en 1997.

## Histoire
Fondé par le producteur musical italien Severo Lombardoni (1949-2012) en 1979,, Discomagic fut expressément dédié au genre Italo disco alors émergent, et très populaire au cours des années 1980, sa distribution s'étendant également à l'international. Pour l'impression et la distribution des supports, à l'instar d'autres petites maisons de disques, elle a toujours fait appel à des fournisseurs externes.
Son tout premier bureau se trouvait à Milan, au no 11 de la Via Fogazzaro, où se situait le grossiste Door to Door de Severo Lombardoni, qui distribuait des disques importés ; en 1983, le bureau déménage ses locaux au no 7 de la Via Fantoli et enfin, en 1986, au premier étage d'un immeuble situé au no 78/A de la Via Mecenate. Dans l'immeuble qui l'abritait au deuxième étage, le bar historique et la trattoria (Bar Mecenate), où les artistes de l'époque avaient également l'habitude de s'arrêter, sont restés opérationnels au niveau de la mezzanine. La particularité de la structure était que, pour monter aux studios, il fallait passer par le bar. L'enseigne de Discomagic — en simples lettres rouges sur fond blanc — était un grand laminé fixé à la corniche du bâtiment, qui présentait également une curieuse horloge avec les signes du zodiaque, qui est toujours là bien qu'elle n'ait pas d'aiguilles. Une maison d'édition musicale, Lombardoni Edizioni Musicali, située au rez-de-chaussée surélevé du même bâtiment, était également liée au label.
Si, au début, le label produisait également différents genres tels que la danse de salon (Ragazzi del Lago) et le folk (Mario Carrara et son ensemble folk), avec le déménagement dans les nouveaux locaux, l'orientation vers la musique dance était très claire. Les plus grands succès produits par Discomagic étaient en fait du genre Italo disco : Don't Cry Tonight de Savage, Happy Children de P. Lion (classé top 11 en Suisse, top 15 en Allemagne et aux Pays-Bas, et top 5 en Belgique) et Dolce Vita de Ryan Paris (top 1 à 3 dans divers pays) : tous sortis en 1983. Parmi ses derniers succès de vente figure Ride on Time de Black Box (classé dans divers pays), sorti en 1989. Dans les années 1990, le label, chassant les succès de la nouvelle musique de danse, publie principalement des compilations et des remixes.
La société mère cesse ses activités en 1997 en raison de graves problèmes financiers dans les différentes sociétés ouvertes par Lombardoni et du déclin du genre produit ; le catalogue de Lombardoni - également fermé - est acquis par le groupe allemand ZYX Music, tandis que certains labels mineurs sont fermés.

## Sous-labels
- Academy Records
- Amsterdam Records
- Atlantide Music
- Atomic Records
- Biba Records
- Blood Records
- Clown
- Cocaine Records
- Disc-O-Very Records
- Discomagic Oldies
- Dream Records
- Eurobeat Records
- Euroenergy
- Finzy Records
- Fiorella Records
- Fly Music
- Groove Groove Melody
- Havana Productions
- High Energy
- Hole Records
- Hot Records
- House of Music
- Italian Company Records
- Juke Box Records
- Leader Records
- Lombardoni Publishings
- Macho Records
- Magic Service
- Market Records
- Metal Master Records
- Modern Music Productions
- On the Road
- One Records
- Out
- RA - RE Productions
- Radiorama Productions
- Ram Productions
- Scorpio Records
- Sensation Records
- Speed Records
- Stargo Records
- Sunshine Record
- Technology
- Ufficio Invenzioni Records
- Trash Records
- World Energy Music